# Olympic Valley
Olympic Valley (früher Squaw Valley) ist ein Wintersportgebiet, das zu Palisades Tahoe in einem gemeindefreien Gebiet im Placer County im Bundesstaat Kalifornien der Vereinigten Staaten gehört. Im September 2021 entschieden die Betreiber des Skigebiets aufgrund von Protesten der indigenen Bevölkerung, den aus dem 19. Jahrhundert stammenden Namen Squaw Valley abzulegen. Das gleichnamige Tal wird seit 1960 auch als „Olympic Valley“ bezeichnet, nachdem im hier befindlichen Skigebiet die Olympischen Winterspiele 1960 ausgetragen wurden.

## Geographie
Der ehemalig als Squaw Valley benannte Wintersportort befindet sich westlich des Lake Tahoe in der Sierra Nevada etwa bei 39° nördlicher Breite und 120° westlicher Länge. Dort liegt er im Skigebiet Palisades Tahoe (bereits seit 1960 teils auch als „Olympic Valley“ bezeichnet) auf etwa 1.890 m Höhe.

## Sport & Aktivitäten
Das Palisades Tahoe Ski Resort, in dem 1960 die oben erwähnten Olympischen Winterspiele stattfanden, ist ein beliebtes Wintersportgebiet. Die Palisades-Tahoe-Seilbahn bringt Besucher bis auf 2.463 m Höhe; zahlreiche andere Lifte, die teils im Ort beginnen, führen bis auf knapp 2.700 m Höhe. Im Ort ist noch das ehemalige olympische Dorf zu erkennen.
Der Erholungsort bietet das ganze Jahr über verschiedene Aktivitäten und Einrichtungen an, einschließlich Eislauf, Kino, Ausritte per Pferd, Schwimmbad, Whirlpool und Tennis. Ausflüge in die Berge der Sierra Nevada und zum Lake Tahoe sind beliebte Aktivitäten.
Das Skigebiet ist Dreh- und Handlungsort der 1984 veröffentlichten Filmkomödie Hot Dog – Der Typ mit dem heißen Ski.

## Persönlichkeiten
- Shannon Bahrke (* 1980), Freestyle-Skierin
- Travis Ganong (* 1988), Skirennläufer
- Jimmy Heuga (1943–2010), Skirennläufer
- Nate Holland (* 1978), Snowboarder
- J. T. Holmes (* 1980), Extremskifahrer und Basejumper
- C. R. Johnson (1983–2010), Freestyle-Skier
- Greg Jones (* 1953), Skirennläufer
- Julia Mancuso (* 1984), Skirennläuferin
- Shane McConkey (1969–2009), Extremskifahrer und Basejumper
- Tamara McKinney (* 1962), Skirennläuferin
- Jonny Moseley (* 1975), Freestyle-Skier
- Daron Rahlves (* 1973), Skirennläufer und Freestyle-Skier
- Marco Sullivan (* 1980), Skirennläufer
- Eva Twardokens (* 1965), Skirennläuferin

## Sonstiges
Olympic Valley ist für die Olympic-Valley-Schreiber-Konferenz bekannt, die alljährlich im August Autoren aus vielen Ländern der Erde anzieht.